# Olympische Winterspiele 1924/Teilnehmer (Finnland)
| Gelbes Symbol für Goldmedaillen mit stilisierten Olympischen Ringen | Graues Symbol für Silbermedaillen mit stilisierten Olympischen Ringen | Braundes Symbol für Bronzemedaillen mit stilisierten Olympischen Ringen |
| ------------------------------------------------------------------- | --------------------------------------------------------------------- | ----------------------------------------------------------------------- |
| 4                                                                   | 3                                                                     | 3                                                                       |

Finnland nahm an den Olympischen Winterspielen 1924 in Chamonix mit einer Delegation von 13 Athleten in 3 Sportarten teil. Das finnische NOK hatte 14 Sportler zu den Spielen gemeldet, von denen 13 an Wettkämpfen teilnahmen. Die Angehörigen der Militärpatrouille zählen nicht als offizielle Olympiateilnehmer. Insgesamt 2 Athleten waren bereits zum zweiten Mal bei Olympischen Spielen dabei:
- Ludowika Jakobsson (1920 Eiskunstlauf)
- Walter Jakobsson (1920 Eiskunstlauf)

Bilanz: Mit 11 Medaillen (4 Gold, 3 Silber und 3 Bronze) waren die Finnen zweitbeste Nation. Im Olympiateam war auch eine Deutsche. Die Berlinerin Ludowika Jakobsson, geborene Eilers, startete mit ihrem finnischen Ehemann Walter Jakobsson als Titelverteidiger von 1920 im Paarlaufen der Eiskunstläufer und gewann mit Silber ihre zweite Olympiamedaille. Der Eisschnellläufer Clas Thunberg, auch liebevoll „Nurmi des Eises“ genannt, gewann alleine 5 Medaillen (Gold über 1500 m, 5000 m und im Mehrkampf, Silber über 10.000 m und Bronze über die 500-m-Strecke) und wurde nicht nur Eislaufkönig, sondern auch erfolgreichster Athlet der Winterspiele. Weitere Medaillensammler der finnischen Mannschaft waren der Eisschnellläufer Julius Skutnabb (Gold über 10.000 m, Silber über 5000 m und Bronze im Mehrkampf), der Skilangläufer Tapani Niku (Bronze im 18 km Langlauf) und die Militärpatrouille des Hauptmanns Väinö Bremer (Silber). Da es sich beim 30 km Militärpatrouillenlauf um einen Demonstrationswettbewerb handelte, erscheint die Silbermedaille nicht in der offiziellen Medaillenwertung.

## Teilnehmer nach Sportarten

### Skisport(8)
- Anton Collin
18 km Langlauf (Platz 16), 50 km Langlauf (dnf)
- Verner Eklöf
Nordische Kombination (Platz 9), Skispringen (dns)
- Sulo Jääskeläinen
Nordische Kombination (Platz 16), Skispringen (Platz 11)
- Erkki Kämäräinen
50 km Langlauf (dnf)
- Tuure Nieminen
Nordische Kombination (dns), Skispringen (Platz 13)
- Tapani Niku
18 km Langlauf (Bronze), 50 km Langlauf (dnf)
- Armas Palmros
Nordische Kombination (dns, verletzt), Skispringen (dns, verletzt)
- Matti Raivio
18 km Langlauf (Platz 7), 50 km Langlauf (Platz 7)
- Matti Ritola
18 km Langlauf (Platz 11)

### Militärpatrouille
30 km Militärpatrouille (Silber)
- Väinö Bremer (Kapitän)
- Aku Eskelinen
- Heikki Hirvonen
- Martti Lappalainen

### Eiskunstlauf(2)
- Ludowika Jakobsson
Paarlauf (Silber)
- Walter Jakobsson
Paarlauf (Silber)

### Eisschnelllauf(3)
- Julius Skutnabb
500 m (Platz 10), 1500 m (Platz 4), 5000 m (Silber), 10.000 m (Gold), Mehrkampf (Bronze)
- Clas Thunberg
500 m (Bronze), 1500 m (Gold), 5000 m (Gold), 10.000 m (Silber), Mehrkampf (Gold)
- Asser Wallenius
500 m (Platz 5), 1500 m (dnf), 5000 m (Platz 10), 10.000 m (Platz 10), Mehrkampf (dnf)

## Medaillen
|          | Gold | Silber | Bronze | Total |
| -------- | ---- | ------ | ------ | ----- |
| Finnland | 4    | 3      | 3      | 10    |

## Medaillengewinner

### Goldmedaillen
- Eisschnelllauf, 1500 m/5000 m/Mehrkampf: Clas Thunberg
- Eisschnelllauf, 10.000 m: Julius Skutnabb

### Silbermedaillen
- Eisschnelllauf, 10.000 m: Clas Thunberg
- Eisschnelllauf, 5000 m: Julius Skutnabb
- Eiskunstlauf, Paarlauf: Ludowika Jakobsson und Walter Jakobsson

Die Silbermedaille der Militärpatrouille geht nicht in die Wertung ein, da es sich um einen Demonstrationswettbewerb handelte.

### Bronzemedaillen
- Eisschnelllauf, 500 m: Clas Thunberg
- Eisschnelllauf, Mehrkampf: Julius Skutnabb
- Skisport, 18 km Langlauf: Julius Skutnabb